# 藤岡隆章
藤岡 隆章（ふじおか たかあき、生没年不詳）は明治時代の浮世絵師。

## 来歴
明治27年（1894年）に日清戦争の錦絵を描いている。作品に同年の大判3枚続の「鳳凰城総攻撃之図」（プラハ国立美術館、大英図書館所蔵）が挙げられる。版元は牧金之助であった。